# Kartoffelmelcentralen
Kartoffelmelcentralen (KMC) est une entreprise danoise du secteur agro-alimentaire spécialisée dans la production de fécule de pomme de terre et de produits dérivés de la pomme de terre.
Fondée en 1933, cette société au statut de coopérative est la propriété de ses fournisseurs, agriculteurs producteurs de pommes de terre, au nombre de 1350. Son siège se situe à Brande (municipalité d'Ikast-Brande) dans la région du Jutland-Central. 
Elle possède cinq usines au Danemark, dont trois produisant de la fécule native de pomme de terre (Andels-Kartoffelmelsfabrikken Midtjylland (AKM) à Brande, Karup Kartoffelmelfabrik (AKK) à Karup (municipalité de Viborg), Andels-Kartoffelmelsfabrikken Sønderjylland (AKS) à Toftlund (municipalité de Tønder), et les deux autres, situées à Brande, des produits dérivés de l'amidon et des flocons et granules de pomme de terre. Elle a pris en 1996 une participation dans une féculerie chinoise, Huhhot huaou starch co.ltd, aux côtés de la société suédoise Lyckeby et d'intérêts chinois, à Hohhot (Mongolie-Intérieure).
Depuis 2001, elle s'est diversifiée hors de la pomme de terre en rachetant une usine d'amidon de manioc, KMC Vietnam Tapioca Starch Co. Ltd, au Vietnam.